# Mahmud Makki
Mahmud Makki (arab. محمود مكي, Maḥmūd Makkī; ur. w 1954 w Aleksandrii) – egipski polityk, wiceprezydent Egiptu od 12 sierpnia do 22 grudnia 2012.